# Sitticus niveosignatus
Sitticus niveosignatus är en spindelart som först beskrevs av Simon 1880.  Sitticus niveosignatus ingår i släktet Sitticus och familjen hoppspindlar. Inga underarter finns listade i Catalogue of Life.